# Диуф, Йеванн
Йеванн Диуф (фр. Yehvann Diouf; род. 16 ноября 1999, Монтрёй, Сен-Сен-Дени, Франция) — французский футболист, вратарь клуба «Реймс».

## Карьера
Имеет сенегальское происхождение. Начинал играть в футбол в 2005 году в пригороде Парижа Шампиньи-сюр-Марне. С 2010 года в течение двух лет был в системе клуба «Кретей». Затем перешёл в тренировочный центр клуба «Труа». 8 сентября 2016 года в возрасте 16 лет и 297 дней подписал свой первый профессиональный контракт, став самым молодым игроком-профессионалом в истории клуба «Труа».
В январе 2019 года стало известно о переходе Диуфа предстоящим летом в «Реймс». Контракт с «Реймсом» был подписан на 4 года. 17 мая 2019 года отыграл единственную игру за главную команду «Труа» — домашний матч чемпионата Лиги 2 с «Аяччо» (0:0). В «Реймсе» был дублёром сначала Предрага Райковича, затем Патрика Пенца, проведя за первые три сезона 2 матча в Лиге 1 (дебют — 4 октября 2020 года в выездной игре с «Ренном» (2:2), выход на замену на 2-й тайм при счёте 2:1 в пользу «Ренна») и 4 — в Кубке Франции. В сентябре 2022 года стал основным вратарём клуба.
С марта 2017 по ноябрь 2019 года Диуф сыграл 19 матчей за сборную Франции своей возрастной категории, которую тренировал Бернар Диомед. Участник чемпионата Европы 2018 года среди юношей до 19 лет в Финляндии. В ноябре 2018 года сыграл в товарищеском матче за молодёжную сборную Франции (U 21) против швейцарцев (1:1).